# Грос-Герау (район)
Грос-Герау (нім. Groß-Gerau) — район в Німеччині, в складі округу Дармштадт землі Гессен. Адміністративний центр — місто Грос-Герау.

## Населення
Населення району становить 275 807 осіб (станом на 31 грудня 2020).

## Адміністративний поділ
Район поділяється на 6 громад (нім. Gemeinden) та 8 міст (нім. Städte):
| Міста (населення) | Громади (населення) |
| --- | --- |
| 1. Гернсгайм (10 640) 2. Гінсгайм-Густавсбург (16 843) 3. Грос-Герау (25 685) 4. Кельстербах (16 983) 5. Мерфельден-Валльдорф (34 799) 6. Раунгайм(16 096) 7. Рідштадт (24 004) 8. Рюссельсгайм (65 972) | 1. Бібесгайм (6675) 2. Бішофсгайм (13 075) 3. Бюттельборн (14 859) 4. Наугайм (10 764) 5. Требур (13 260) 6. Штокштадт-ам-Райн (6152) |

Дані про населення наведені станом на 31 грудня 2020.